# فوریو
فوریو (به ایتالیایی: Forio) یک کومونه در ایتالیا است که در استان ناپل واقع شده‌است.

## خصوصیات
فوریو ۱۲٫۸۵ کیلومترمربع مساحت و ۱۷٬۴۹۸ نفر جمعیت دارد و ۱۶ متر بالاتر از سطح دریا واقع شده‌است.

## خواهرخوانده
شهرهای Polignano a Mare، بروسون، واله دائوستا و کامارا دلوبوس خواهرخوانده‌های فوریو هستند.